# Ebba Lindencrona
Ebba Lindencrona, född 1870 i Stockholm, död 1939 i Ystad, var en svensk motståndare till kvinnlig rösträtt. I Malmö blev hon 1912 den första kvinnliga ledamoten av en lokal styrelse i Allmänna valmansförbundet, och samma år startade hon upp den första kvinnoklubben inom valmansförbundet i Malmö. Därefter verkade hon, med Arvid Lindmans stöd, för kvinnoklubbarnas spridning.
Lindencrona hamnade dock på kollisionskurs med Lindman och Ernst Trygger, drog sig tillbaka från politiken och hamnade i personlig konkurs. 

## Biografi

### Engagemang i Fredrika Bremer-förbundet
Ebba Lindencrona föddes i Stockholm 1870 som dotter till bandirektör August Teodor Lindencrona. År 1896 flyttade hon tillsammans med sina föräldrar till Malmö, där stora delar av hennes politiska engagemang kom att äga rum. Hon engagerade sig i en lång rad olika organisationer och grundade tillsammans med Annie Quiding (senare Åkerhielm) Malmö Damsällskap i januari 1903. Annie Quiding utsågs till ordförande och Lindencrona till vice ordförande. Lindencrona och Quiding hade dock olika syn på föreningens utveckling, och hon lämnade redan i september samma år. I stället bildade hon diskussionsklubben Äril, men lade ned den efter två år efter att ha lyssnat till ett av Fredrika Bremer-förbundets föredrag. Inspirerad av föredraget bildade hon en Malmö/Lund-krets av Fredrika Bremer-förbundet och valdes till dess ordförande i januari 1906. Hon avgick dock från posten i september 1909, då centralstyrelsen för förbundet utan att tillfråga kretsarna hade bestämt att Dagny skulle vara en gemensam tidskrift för både rösträttsföreningen och Fredrika Bremer-förbundet.

### Första kvinnan i en högerstyrelse
Lindencrona menade att det inte var läge under 1910-talet att ge kvinnan politisk rösträtt. Hon såg därför med oro på bildandet av Moderata kvinnoförbundet, som hon trodde skulle bidra till en högerpolitisk kamp för kvinnlig rösträtt och propagerade i stället för bildandet av en kvinnlig avdelning inom Malmö allmänna valmansförening. Valmansföreningen i Malmö var tidigare än nationellt med att tillåta kvinnor som medlemmar, och 1912 tilläts hon delta vid valmansföreningens arbetsutskott och hålla tal, vilket var unikt vid den tiden. Hon tycks ha övertygat styrelsen och blev 1912 den första kvinnan i Sverige i en högerstyrelse. Samma år, 1912, var hon med och startade upp Allmänna valmansförbundet kvinnoklubb i Malmö. Hon var starkt involverad i kvinnoklubbens arbete, och donerade 10 000 kronor för att Malmöföreningen skulle kunna ha råd med en lokal.

### Spridning av kvinnoklubbar
Ebba Lindencronas engagemang kulminerade 1915, då hon höll tal i bland annat Bollnäs för att sprida Allmänna valmansförbundets kvinnoklubbar över landet. Med Arvid Lindmans stöd verkade hon för att knyta moderata kvinnor till valmansförbundet. Hennes budskap i Bollnäs var att kvinnor borde engagera sig i kommunpolitiken och göra sig valbara till kommunala församlingar, men inte strida för politisk rösträtt nationellt. Samma år som Lindencrona hållit sitt tal bildades valmansföreningens andra kvinnoavdelning nationellt i Bollnäs, efter Malmö. År 1920 fanns det mer än 40 dylika klubbar över landet.

### Personlig konkurs, sjukdom och död
Lindencrona tycks dock av oklar anledning ha hamnat på kollisionskurs med både högerpolitikerna i Malmö och med Lindman och Ernst Trygger. Klubben i Malmö förde en alltmer tynande närvaro tills den rekonstruerades 1926 under ledning av Anna Herslow. År 1915 flyttade Lindencrona till Stockholm och efter några år vidare till Mullsjö. Hennes ekonomiska situation blev allt sämre, bland annat efter frikostiga donationer till det politiska arbetet, och hon gjorde personlig konkurs. De sista 13 åren av sitt liv bodde hon i ett litet hus i Ystad, där hon avled 69 år gammal av cancer.